# Gerlind vom Elsass
Gerlind vom Elsass (* um 679; † um 715) war eine Tochter von Eudo von Aquitanien und Adela von Austrasien und Herzogin im Elsass. Sie ist eine Selige der katholischen Kirche, ihr Gedenktag ist der 3. Dezember.

## Leben
Herzog Adalbert im Elsass aus dem Adelsgeschlecht der Etichonen (683–722/23) war in erster Ehe mit Gerlinde verheiratet. Zu dieser Zeit lässt sich die Stiftung von St. Stephan in Straßburg zurückführen. Drei ihrer Töchter standen Klöstern als Äbtissinnen vor: Attala (auch Athalia; * um 690; † 741) in St. Stephan zu Straßburg, Eugenia († 735) in Hohenburg und Gundelinde (* um 680–690; † nach 720) in Niedermünster. Die heilige Odilia (* um 660; † 720) war ihre Schwägerin.
Sie starb im Jahre 715 und fand ihre letzte Ruhestätte in der St. Stephanskirche zu Straßburg. Einzelheiten aus ihrem Leben sind weiterhin nicht bekannt.